# Unterseeboot 52 (1939)
Pour les articles homonymes, voir Unterseeboot 52.
L'Unterseeboot 52 ou U-52 est un sous-marin allemand (U-Boot) de type VII.B construit pour la Kriegsmarine pendant la Seconde Guerre mondiale.

## Construction
L'U-52 fait partie du programme 1937-1938 pour une nouvelle classe de sous-marins océaniques. Il est de type VII B construits entre 1936 et 1940. Sorti des chantiers de Friedrich Krupp Germaniawerft AG à Kiel, la quille du U-52 est posée le 7 mars 1938 et il est lancé le 21 décembre 1938. L'U-52 entre en service seulement deux mois plus tard.

## Historique
Mis en service le 4 février 1939, l'U-52 sert initialement en 1939 au sein de la Unterseebootsflottille "Wegener".
Il réalise sa première patrouille de guerre, quittant le port de Kiel, le 19 août 1939, commandé par l'Oberleutnant Wolfgang Barten. Celle-ci vise la recherche de convois ennemis dans l'Atlantique Nord, en contournant les Îles anglaises, passant par la mer du Nord. Il retourne à Kiel le 17 septembre 1939, après trente jours de croisière.
Au cours de ses huit patrouilles, l'U-52 a coulé treize navires marchands alliés, totalisant de 56 333 tonneaux en 258 jours en mer.
Sa huitième patrouille le fait quitter le port de Lorient le 3 avril 1941 pour l'Atlantique Nord. Après vingt-neuf jours en mer et deux navires marchands coulés pour un total de 13 993 tonneaux, il est de retour à Kiel le 1er mai 1941.
Le 31 mai 1941, il quitte le service actif et rejoint la 26. Unterseebootsflottille pour des missions de formation des équipages, après avoir subi une révision complète, jusqu'au 31 mars 1942, puis au sein de la 24. Unterseebootsflottille jusqu'au 30 septembre 1943 et enfin au sein de la 23. Unterseebootsflottille jusqu'au 21 octobre 1943. Il est désarmé à Dantzig, puis transféré à Neustadt où il appartient à la 3.ULD (U-Lehrdivision). 

Il est sabordé le 3 mai 1945 répondant aux ordres de l'Amiral Karl Dönitz au cours de l'Opération Regenbogen. L'U-52 est démoli en 1946-1947.

## Affectations
- Unterseebootsflottille "Wegener" du 4 février au 31 août 1939 à Kiel (service active)
- 7. Unterseebootsflottille du 1er septembre au 31 décembre 1939 à Kiel (service active)
- 7. Unterseebootsflottille du 1er janvier 1940 au 31 mai 1941 à Kiel (service active)
- 26. Unterseebootsflottille du 1er juin 1941 au 31 mars 1942 à Pillau (entrainement)
- 24. Unterseebootsflottille du 1er avril 1942 au 30 septembre 1943 à Memel (entrainement)
- 23. Unterseebootsflottille du 1er octobre 1943 au 21 octobre 1943 à Dantzig (entrainement)

## Commandements
- Oberleutnant zur See Wolfgang Bartendu 4 février au 17 septembre 1939
- Kapitänleutnant Otto Salman du 14 novembre 1939 au 9 juin 1941
- Kapitänleutnant Helmut Möhlmann du 20 mars au 15 avril 1941
- Kapitänleutnant Wolf-Rüdiger von Rabenau du 10 juin au 6 juillet 1941
- Oberleutnant zur See Freiherr Walter von Freyberg-Eisenberg-Allmendingen du 7 juillet 1941 au 12 janvier 1942
- Oberleutnant zur See Friedrich Mumm du 16 janvier au 24 juillet 1942
- Oberleutnant zur See Hermann Rossmann du 25 juillet 1942 au 31 mars 1943
- Oberleutnant zur See Ernst-August Racky du 1er avril au 22 octobre 1943

## Patrouilles
|       | Commandant            | Départ           | Départ        | Arrivée           | Arrivée       | Jours     | Succès   |
| ----- | --------------------- | ---------------- | ------------- | ----------------- | ------------- | --------- | -------- |
| 1     | Oblt. Wolfgang Barten | 19 août 1939     | Kiel          | 17 septembre 1939 | Kiel          | 30 jours  |          |
|       | Kptlt. Otto Salman    | 20 février 1940  | Kiel          | 21 février 1940   | Heligoland    | 2 jours   |          |
|       | Kptlt. Otto Salman    | 25 février 1940  | Heligoland    | 25 février 1940   | Wilhelmshaven | 1 jour    |          |
|       | Kptlt. Otto Salman    | 27 février 1940  | Wilhelmshaven | 27 février 1940   | Heligoland    | 1 jour    |          |
| 2     | Kptlt. Otto Salman    | 27 février 1940  | Heligoland    | 4 avril 1940      | Wilhelmshaven | 38 jours  |          |
| 3     | Kptlt. Otto Salman    | 7 avril 1940     | Wilhelmshaven | 29 avril 1940     | Kiel          | 23 jours  |          |
| 4     | Kptlt. Otto Salman    | 8 juin 1940      | Kiel          | 21 juillet 1940   | Lorient       | 44 jours  | 13 542   |
| 5     | Kptlt. Otto Salman    | 27 juillet 1940  | Lorient       | 13 août 1940      | Kiel          | 18 jours  | 17 102   |
| 6     | Kptlt. Otto Salman    | 17 novembre 1940 | Kiel          | 28 décembre 1940  | Lorient       | 42 jours  | 7 034    |
| 7     | Kptlt. Otto Salman    | 22 janvier 1941  | Lorient       | 24 février 1941   | Lorient       | 34 jours  | 4 662    |
|       | Kptlt. Otto Salman    | 22 mars 1941     | Lorient       | 23 mars 1941      | Lorient       | 2 jours   |          |
|       | Kptlt. Otto Salman    | 27 mars 1941     | Lorient       | 31 mars 1941      | Lorient       | 5 jours   |          |
| 8     | Kptlt. Otto Salman    | 3 avril 1941     | Lorient       | 1er mai 1941      | Kiel          | 29 jours  | 13 993   |
| Total | Total                 | Total            | Total         | Total             | Total         | 258 jours | 56 333 t |

Note : Oblt. = Oberleutnant zur See - Kptlt. = Kapitänleutnant

## Navires coulés
L'Unterseeboot 52 a coulé 13 navires marchands ennemis de 56 333 tonneaux au cours des 8 patrouilles (258 jours en mer) qu'il effectua.
| Navires coulés ou endommagés par le U-52 |                |                 |               |       |
| Date                                     | Nom            | Nationalité     | Tonnage (GRT) | Fait  |
| 19 juin 1940                             | The Monarch    | Grande-Bretagne | 824           | Coulé |
| 19 juin 1940                             | Ville de Namur | Belgique        | 7 463         | Coulé |
| 21 juin 1940                             | Hilda          | Finlande        | 1 144         | Coulé |
| 14 juillet 1940                          | Thetis A.      | Grèce           | 4 111         | Coulé |
| 4 août 1940                              | Geraldine Mary | Grande-Bretagne | 7 244         | Coulé |
| 4 août 1940                              | Gogovale       | Grande-Bretagne | 4 586         | Coulé |
| 4 août 1940                              | King Alfred    | Grande-Bretagne | 5 272         | Coulé |
| 2 décembre 1940                          | Goodleigh      | Grande-Bretagne | 5 448         | Coulé |
| 2 décembre 1940                          | Tasso          | Grande-Bretagne | 1 586         | Coulé |
| 4 février 1941                           | Ringhorn       | Norvège         | 1 298         | Coulé |
| 10 février 1941                          | Canford Chine  | Grande-Bretagne | 3 364         | Coulé |
| 10 avril 1941                            | Saleier        | Pays-Bas        | 6 563         | Coulé |
| 14 avril 1941                            | Ville de Liège | Belgique        | 7 430         | Coulé |

### Sources
- (en) Cet article est partiellement ou en totalité issu de l’article de Wikipédia en anglais intitulé « German submarine U-52 (1939) » (voir la liste des auteurs).